# Судзуки, Цунэо
Цунэо Судзуки (яп. 鈴木 恒夫; род. 10 февраля 1941, Кёхоку) — японский государственный деятель, министр образования, культуры, спорта, науки и технологий (2008).

## Биография
Родился 10 февраля 1941 года в Иокогаме, префектура Канагава. Окончил Университет Васэда.
Свою карьеру начал в качестве секретаря Ёхэя Коно. Он считался ближайшим соратником политика и часто принимал активное участие в обсуждении вопросов образования и окружающей среды. Судзуки внёс заметный вклад в пересмотр Основного закона об образовании в годы премьерства Синдзо Абэ. 
В октябре 2007 года Судзуки объявил о своём намерении уйти из политики, но 1 августа 2008 года он получил портфель министра образования, культуры, спорта, науки и технологий в кабинете Ясуо Фукуды, пробыв в должности до 24 сентября того же года.